# Odyssea
Odyssea is een geslacht uit de grassenfamilie (Poaceae). De soorten van dit geslacht komen voor in Afrika en Azië.

## Soorten
Van het geslacht zijn de volgende soorten bekend: 
- Odyssea jaegeri
- Odyssea mucronata
- Odyssea paucinervis